# HD60325
HD60325 — хімічно пекулярна зоря спектрального класу B3, що має видиму зоряну величину в смузі V приблизно  6,2.
Вона  розташована на відстані близько 1510,0 світлових років від Сонця.

## Пекулярний хімічний склад
HD60325 належить до Хімічно пекулярних зір з пониженим вмістом гелію 
й в її  зоряній атмосфері спостерігається нестача He у порівнянні з його вмістом в атмосфері Сонця.